# Педерсен, Сверре Лунде
Сверре Лунде Педерсен (норв. Sverre Lunde Pedersen; род. 17 июля 1992 года в коммуне Ос) — норвежский конькобежец, двукратный олимпийский чемпион и бронзовый призёр Игр, чемпион мира на дистанции 5000 метров, 8-кратный серебряный и 4-кратный бронзовый призёр, чемпион Европы и 4-кратный призёр, 16-кратный чемпион Норвегии и 19-кратный призёр. Выступал за команду "Fana IL".

## Биография
Сверре Лунде Педерсен начал кататься на коньках в возрасте 3-х лет вместе со своим старшим братом Эриком в Бергене. Он пошёл по стопам своего отца Ярле Педерсена, бывшего тренера сборной Норвегии и конькобежца, участвующего на Олимпийских играх 1980 года. Следуя примеру своего отца, он начал участвовать в соревнованиях в 1998 году. В 2006 и 2007 годах стал чемпионом Норвегии среди молодёжи в мини-многоборье. С 2007 года он участвовал в юниорских чемпионатах Норвегии.
В сезоне 2007/08 Педерсен стал 3-м на чемпионате Норвегии среди юниоров в спринтерской комбинации и 2-м в мини-многоборье. Тогда дебютировал на чемпионате страны среди взрослых и на чемпионате мира среди юниоров. Через год дебютировал на юниорском Кубке мира, где сразу выиграл пять медалей, в том числе две золотые. Следом выиграл чемпионат мира среди юниоров в многоборье юниорский чемпионат Норвегии в спринте и в классике. Педерсен дебютировал в Кубке мира в ноябре 2009 года и сразу в командной гонке выиграл бронзу. 
В 2010 и 2011 годах в составе команды Норвегии становился обладателем Кубка мира в командной гонке. В январе 2011 года на своём первом чемпионате Европы занял 6-е место в классическом многоборье. В марте на дебютном чемпионате мира на отдельных дистанциях занял 15-е место в забеге на 1500 м и 5-е в командной гонке. В 2011 и 2012 годах он становился чемпионом мира среди юниоров. Помимо суммы многоборья побеждал на дистанциях 1500 и 5000 метров.
В 2012 году занял 7-е место на чемпионате Европы в многоборье и 8-е на чемпионате мира в классическом многоборье. В марте на чемпионате мира на отдельных дистанциях занял 15-е место на дистанции 1500 м, 17-е на 5000 м и 5-е в командной гонке. В следующем году Сверре Лунде стал 4-м в сумме многоборья на очередных чемпионате Европы и на чемпионате мира.
В марте 2013 года Педерсен на индивидуальном чемпионате мира стал 5-м в забеге на 1500 м и в командной гонке и 7-м на 5000 метров. В январе 2014 года остановился на 5-м месте чемпионата Европы в многоборье, а в феврале дебютировал на зимних Олимпийских играх в Сочи, где занял 5-е места в забеге на 5000 м и в командной гонке и 8-е на 1500 метров. После игр участвовал на чемпионате мира в классическом многоборье и вновь занял 4-е место.
В сезоне 2014/15 Педерсен был вновь близок к медалям на чемпионате Европы в Челябинске, но стал 4-м, а в феврале на индивидуальном чемпионате мира занял лучшее 4-е место на дистанции 10 000 м. Наконец в марте на чемпионате мира в классическом многоборье завоевал бронзовую медаль. 
В сезоне 2015/16 начал с нескольких 2-х мест на Кубке мира и 3-х золотых медалей Национального чемпионата. В феврале 2016 года на чемпионате мира на отдельных дистанциях в Коломне выиграл бронзу в забеге на 5000 м и серебро в командной гонке, а в марте на чемпионате мира в классическом многоборье стал серебряным призёром. На чемпионате Европы в Херенвене поднялся на 4-е место в сумме многоборья, через месяц на чемпионате мира на отдельных дистанциях в Канныне завоевал бронзовую медаль в командной гонке.
В марте 2017 года на чемпионате мира в классическом многоборье в Хамаре Педерсен не в первый раз занял 4-е место. В октябре выиграл три золотые медали на чемпионате Норвегии, а в ноябре на этапе Кубка мира в Ставангере стал первым на дистанции 1500 метров. В январе 2018 года в немецком Эрфурте был лучшим на 5000 м. На зимних Олимпийских играх в Пхёнчхане, Сверре Лунде, на дистанции 5000 м сумел стать третьим, и завоевать первую свою бронзовую медаль Олимпийских игр. Примечательно, что второму месту уступил две тысячных секунды В командной гонке он стал олимпийским чемпионом вместе с партнёрами. На дистанции 1500 м и в масс-старте поднялся на 9-е место.
На 112-м чемпионате мира в классическом многоборье в Амстердаме Сверре после 3-х дистанции шёл к чемпионскому титулу, но за три километра до финиша на дистанции 10 000 метров норвежец неожиданно упал и пока приходил в себя потерял около 20 секунд. Свен Крамер, который бежал с ним в паре обошёл его, однако Педерсен из последних сил смог все-таки догнать и обогнать бывшего чемпиона из Нидерландов. В итоге Педерсен занял 5-е место на 10-ке и стал серебряным призёром чемпионата мира.
Педерсен завоевал ещё три золотые медали на Национальном чемпионате, после чего стал бронзовым призёром в многоборье на чемпионате Европы в Коллальбо. Уже в феврале на чемпионате мира на отдельных дистанциях в Инцелле он выиграл золотую медаль на дистанции 5000 м и серебряные на 1500 м и в командной гонке. Но и в марте также выиграл серебро на чемпионате мира в классическом многоборье в Калгари.
В 2020 году Сверре Лунде стал бронзовым призёром в командной гонке на чемпионате Европы в Херенвене, на чемпионате мира в классическом многоборье в Хамаре завоевал очередную серебряную медаль. Ещё через год на чемпионате Европы в Херенвене взял бронзу в многоборье, а на чемпионате мира на отдельных дистанциях в Херенвене занял лучшее 4-е место в командной гонке. В мае 2021 года Сверре Лунде попал в аварию на велосипеде. Его отвезли в больницу города Арендал, где диагностировали разрыв печени, перелом скулы, травму кисти и предплечья. Ему сделали операцию, но он пропустил почти весь сезон.
В 2022 году Педерсен занял 2-е место с партнёрами в командной гонке на чемпионате Европы в Херенвене и на зимних Олимпийских играх в Пекине завоевал свою вторую золотую медаль в командной гонке. В марте 2023 года он выиграл бронзовую медаль в командной гонке на чемпионате мира на отдельных дистанциях в Херенвене. В сезоне 2023/24 на Кубке мира в японском Обихиро стал первым в командной гонке, и в январе 2024 года на чемпионате Европы в Херенвене также одержал победу в командной гонке.
В феврале Сверре Лунде вновь выиграл серебро в командной гонке, но на этот раз на чемпионате мира на отдельных дистанциях в Калгари. Стал 2-м в многоборье на чемпионате Норвегии. Перед мартовским чемпионатом мира Сверре Лунде Педерсен сделал заявление о завершении спортивной карьеры. На самом чемпионате мира в классическом многоборье в Инцелле он занял только 7-е место.
| Год  | Чемпионат Норвегии на отдельных дистанциях     | Чемпионат Норвегии (многоборье) | Чемпионаты Европы     | ЧМ многоборье           | ЧM на отдельных дистанциях                | Олимпийские игры                               | Кубок мира                                                              | Чемпионат мира юниоры                  |
| ---- | ---------------------------------------------- | ------------------------------- | --------------------- | ----------------------- | ----------------------------------------- | ---------------------------------------------- | ----------------------------------------------------------------------- | -------------------------------------- |
| 2008 | 16e 1000 м 19e 1500 м                          |                                 |                       |                         |                                           |                                                |                                                                         | Nc41 (37e, 27e, 42e, -)                |
| 2009 | 11e 500 м 9e 1500 м 13e 5000 м                 | 8e                              |                       |                         |                                           |                                                | 6e (16e, 5e, 10e, 5e) 5e командная гонка                                |                                        |
| 2010 |                                                |                                 |                       |                         |                                           |                                                | командная гонка                                                         | 4e · (15e, , 4e, 4e) · командная гонка |
| 2011 | 500 м · 1500 м · 5000 м · 4e 10000 м           | 2                               | 6e (10e, 7e, 8e, 6e)  | NC14 (15e, 22e, 14e, -) | 15e 1500 м 5e командная гонка             |                                                | 24e 5k/10k · командная гонка                                            | · (5e, , ) · командная гонка           |
| 2012 | 27e 500 м · 1500 м · 5000 м · 5e 10000 м       | DQ                              | 7e · (17e, 10e, , 8e) | 8e (11e, 7e, 5e, 7e)    | 15e 1500 м 17e 5000 м 5e командная гонка  | 15e 1500 м 17e 5000/10000 м 8e командная гонка | · (15e, , ) · командная гонка                                           |                                        |
| 2013 | 1000 м · 1500 м                                | · (, )                          | 4e · (9e, , , 6e)     | 4e (7e, 4e, 8e, 4e)     | 5e 1500 м 7e 5000 м 5e командная гонка    | 8e 1500 м 6e 5000/10000 м 4e командная гонка   |                                                                         |                                        |
| 2014 | 11e 500 м · 1000 м · 1500 м · 5000 м · 10000 м | NS3 · (, , NS)                  | 5e (9e, 5e, 4e, 4e)   | 4e (10e, 5e, 4e, 5e)    |                                           | 8e 1500 м 5e 5000 м 5e командная гонка         | 6e 1500 м · 4e 5000/10000 м · командная гонка                           |                                        |
| 2015 | 1000 м · 1500 м · 5000 м                       |                                 | 4e · (9e, , 4e, )     | · (4e, , , 4e)          | 11e 1500 м 11e 5000 м 4e 10000 м          |                                                | 34e 1000 м · 1500 м · 5000/10000 м · 7e масс-старт · 7e командная гонка |                                        |
| 2016 | 1000 м · 1500 м · 5000 м                       | · (, )                          |                       | · (12e, , )             | 5000 м · 14e масс-старт · командная гонка |                                                |                                                                         |                                        |
| 2017 | 1000 м · 1500 м · 5000 м                       |                                 | 4е · (6e, , 6е, 6е)   | 4е (10e, 7е, 4е, 6е)    | 14e 1500 м · 6е 5000 м · командная гонка  |                                                |                                                                         |                                        |
| 2018 |                                                |                                 |                       | · (5e, , , 5е)          |                                           | 5000 м · командная гонка                       |                                                                         |                                        |

## Личная жизнь
Сверре Лунде Педерсен женат. Его жену зовут Ингунн, а сына Свейн.